# Briànskoie
|  | No s'ha de confondre amb Briansk. |

Briànskoie (en (ucraïnès): Брянське) és un poble de la República Autònoma de Crimea a Ucraïna, que el 2014 tenia 910 habitants. Pertany al districte de Bakhtxissarai. Fins al 1948 la vila es deia Kotxkar-Elí.

## Població
Segons les dades del 2001 la composició de la població de la vila de Briànskoie d'acord amb la llengua que empren és la següent:
| Llengua  | %     |
| -------- | ----- |
| Rus      | 67,18 |
| Tàtar    | 27,16 |
| Ucraïnès | 3,77  |
| Altres   | 0,11  |